# Brachythecium campylothallum
Brachythecium campylothallum är en bladmossart som beskrevs av C. Müller 1896. Brachythecium campylothallum ingår i släktet gräsmossor, och familjen Brachytheciaceae. Inga underarter finns listade i Catalogue of Life.